# Selago cedrimontana
Selago cedrimontana är en flenörtsväxtart som beskrevs av O.M. Hilliard. Selago cedrimontana ingår i släktet Selago och familjen flenörtsväxter. Inga underarter finns listade i Catalogue of Life.